# 恒林 (道光进士)
恒林（1823年—？），字心斋，号月如，富察氏，满洲镶黄旗人。道光己酉科举人，庚戌科联捷进士。

## 生平
官至广西明江同知、广东虎门同知、光禄寺署丞。著有《退步轩诗草》、《涤研集诗草》。

## 家族
- 曾祖富成。
- 祖苏爾泰。
- 父達郎阿。
- 胞叔烏爾恭額，嘉庆癸酉科举人，官至盛京工部侍郎，浙江巡抚。[2]妻富察氏（胞兄鑲黃旗滿洲、道光十八年（1838年）戊戌科进士忠勤公熙麟 (道光進士)，父杭州將軍福祥）。
- 妻鲍佳氏。
- 子光緒十八年（1892年）壬辰科進士恩豐，輯有《八旗叢書》。
- 女一，正黃旗滿洲、仓场侍郎成琦之子紀瑞繼妻；女二，镶红旗满洲、光緒丁丑科进士錫元嫡妻；[3]女三，宗室麟肅三继妻；[4]女四，文渊阁大学士正蓝旗宗室耆英之孙、鴻臚寺少卿宗室德本嫡妻。[5]